# 양진화
양진화(Cheryl Yang, 1977년 12월 12일 ~ )는 중화민국의 배우, 모델이다.

## 출연 작품

### 영화
- 마미적남붕우 (2014년)
- 마더2호 (2013년)
- 대홍모여소야랑 (2013년)
- 행복삼과성 (2012년)
- 패견여왕 (2009년)
- 하얀 거탑 (2006년)
- 태북 만9조5 (2002년)

### 텔레비전
- 아시고가남
- 마미적남붕우
- 대홍모여소야랑
- 행복삼과성
- 애상여주파